# أوبينا نوبودو
أوبينا نوبودو إيمانويل أوجستين (بالإنجليزية: Obinna Nwobodo Emmanuel Augustine) لاعب كرة قدم نيجيري في مركز خط الوسط ، ويلعب حاليًا لنادي إينوغو رينجرز النيجيري.

## مسيرته الكروية
كانت بداياته حينما كان في المدرسة الثانوية في ولاية إينوجو بنيجيريا، وقد تم اكتشافه عند مثَّل مدرسته في منافسة كرة قدم، وبعدها لعب لنادي إنتر إينوغو.

وأثناء أحد المباريات الودية استعدادًا للمواسم كانت هناك مباراة بين ناديي إنتر إينوغو وإينوغو رينجرز أزعج اللاعب إينوغو رينجرز (بطل الدوري ست مرات) وبسرعة تم التفاوض بين الناديين لانتقاله إلى إينوغو رينجرز.

## روابط خارجية
- أوبينا نوبودو على موقع اتحاد تركيا (لاعب) (الإنجليزية)
- أوبينا نوبودو على موقع الدوري الأمريكي (الإنجليزية)
- أوبينا نوبودو على موقع قاعدة بيانات كرة القدم.إي يو (الإنجليزية)
- أوبينا نوبودو على موقع Soccerway.com (الإنجليزية)